# La Chatte anglaise
La Chatte anglaise (Die englische Katze) est un opéra en deux actes de Hans Werner Henze sur un livret en anglais d'Edward Bond d'après la pièce de Geneviève Serreau inspirée de la nouvelle Peines de cœur d'une chatte anglaise d'Honoré de Balzac. Il est créé dans une version en allemand le 2 juin 1983 au Schlosstheater de Schwetzingen par le Staatsoper Stuttgart. Création française à l'Opéra-Comique en 1984. Création dans sa version d'origine (The English Cat) en juillet 1985 à Santa Fe aux États-Unis..
| Rôle                         | Voix          | Première, 2 juin 1983 (chef d'orchestre : Dennis Russell Davies) |
| ---------------------------- | ------------- | ---------------------------------------------------------------- |
| Lord Puff                    | ténor         | Martin Finke                                                     |
| Minette, épouse de Lord Puff | soprano       | Inga Nielsen                                                     |
| Tom                          | baryton       | Wolfgang Schöne                                                  |
| Arnold                       | basse         | Roland Bracht                                                    |
| Babette                      | mezzo-soprano | Elisabeth Glauser                                                |
| Louise                       | soprano       | Regina Marheinike                                                |
| Miss Crisp                   | soprano       | Melinda Liebermann                                               |
| Lady Toodle                  | mezzo-soprano | Ursula Sutter                                                    |
| Peter                        | ténor         | Helmut Holzapfel                                                 |
| Plunkett                     | basse         | Alfred Baumann                                                   |
| Jones                        | baryton       | Karl-Friedrich Dürr                                              |

## Instrumentation
- deux flûtes (dont un piccolo), deux hautbois, cor anglais, deux clarinettes (doublent une clarinette basse, une clarinette contrebasse), deux bassons (le 2e double un contrebasson), deux cors, une trompette, un trombone, percussions, harpe, piano, orgue, célesta, cithare, cordes.